# Saint-Léger-le-Guérétois
Saint-Léger-le-Guérétois è un comune francese di 430 abitanti situato nel dipartimento della Creuse nella regione della Nuova Aquitania.

## Società

### Evoluzione demografica
Abitanti censiti